# ACN Communications Sweden
ACN Communications Sweden AB är ett dotterbolag till det amerikanska multi-level marketing-företaget ACN Inc. ACN bedriver verksamhet inom telefoni. För sina mobiltjänster samarbetar ACN i Sverige med operatören Hi3G (Tre, Hallon) Styrelseordförande är Jaap Ronald Zuiderveld, bosatt i Nederländerna. Företaget har sitt säte i Åmål.

## Företagsstruktur
ACN Inc. är ett amerikanskt företag grundat i Detroit 1992. Företagets marknadsföring och försäljningen av företagets produkter och tjänster sker via oberoende representanter, som bedriver sin egen verksamhet under företagets namn, liknande ett franchisekoncept. Nätverket av försäljare sköter även nyrekryteringen och utbildningen av nya säljare mot ersättning i form av procent på total försäljning till slutkund som genereras av det nätverk som säljaren grundat och byggt upp. ACN har flera gånger liknats vid ett pyramidspel.
Idag har koncernen verksamheter och kontor i Oceanien, Europa och Nordamerika.
Företaget har hittills jämförts med andra företag med mycket liten eller obefintlig marknadsföring via telemarketing, direktreklam och mediereklam. Företaget har heller inga anställda säljare eller försäljning via detaljhandel. Bolaget uppger i 2007 års årsredovisning att man inte har några anställda, men har avtal med oberoende representanter som marknadsför tjänsterna och tar kontakt med potentiella svenska telekomkunder